# 修羅王丸
修羅王丸（しゅらおうまる）は、日本の福岡県の忍者、及び忍者をモチーフとした悪役ローカルヒーロー。忍者組織「筑前忍八剣衆(ちくぜんしのびはっけんしゅう)」の元締。城下町小倉公認アンバサダーでもある。

## 概要
福岡県を中心に活動。悪忍(悪の忍者)であり、ヒーローショーでも悪役である。
2010年に初登場。初期は宗十郎頭巾を被った普通の忍者の姿であったが、2013年より特撮ヒーローに近い姿へとスタイルを一新。これを機に忍者をモチーフとしたローカルヒーローとしての側面も併せ持つようになる。
その年の5月17日、『森田一義アワー 笑っていいとも!』のワンコーナーのオーディションを受け落選するも、自身が映った写真パネルがテレビに映し出され、全国デビューを果たす。
2014年から北九州市の小倉城の非公認忍者として不定期で活動していたが、2019年には晴れて小倉城公認アンバサダーに就任。
ゆるキャラやローカルヒーローのイベントなど、忍者でのイベントとは違う領域へも積極的に活動の幅を広げ、九州や全国のイベントにも登場するなど、着実に知名度を伸ばす。
メディアにも度々露出し、地元福岡のローカル番組などにも出演。
2017年に自らが主役となる公演を開催し、姿が全面リニューアルした。忍者というよりは幕末から明治期に掛けての和洋折衷の軍装に近い。
2020年、福岡県や佐賀県のローカルヒーローが出演するローカル番組『ドゲンジャーズ』に株式会社悪の秘密結社の幹部怪人として出演。
その続編となる『ドゲンジャーズ〜ナイスバディ〜』では、ブルーと赤のコントラストを基調としたボディーカラーの修羅王丸・レクイエムへとバージョンアップした。
2022年4月1日、小倉城公認アンバサダー改め、城下町小倉公認アンバサダーに就任。5月5日には小倉城にて就任式典も催された。

## 特徴
- 福岡県のみならず九州でも初の忍者をベースとして全面に押し出したローカルヒーローである。他にも忍者の要素を取り入れたヒーローはいたが、あくまでキャラクターを構築する要素の一つであったり、主役ではないといったものであり、単体のローカルヒーローとしては九州初である。
- 式神を生み出し眷属として使役するなど、忍者というよりは陰陽師に近い術を使用したり、修羅王丸自身は人間ではないなど、ファンタジー色の濃いキャラクター設定を持ち味としている。一人称は余。株式会社悪の秘密結社[4]の社外相談役でもある。
- 上述の小倉城での活動の事もあり、北九州市出身と思われがちだが、実は生まれも育ちも生粋の福岡市民である。
- 忍者だが忍装束(袴)以外の服装(スーツや浴衣等)になることも多い。
- 低音の声を魅力としており、2022年10月5日にはNHK総合テレビジョンのテレビ番組『あさイチ』の特集『#教えて推しライフ！〜声推し〜[5]』にて、視聴者からのリクエストを受け紹介された[6]。

## 出演番組
- FNS27時間テレビ 笑っていいとも! 真夏の超団結特大号!! 徹夜でがんばっちゃってもいいかな? (2012年7月22日 フジテレビ)
- 森田一義アワー 笑っていいとも! (2013年5月17日 フジテレビ)  - 写真パネルのみ
- めんたいワイド (2014年5月14日 FBS福岡放送)
- 原口・はなわの踊る!すまいる大御殿[7] (2015年6月3日、10日(2週連続出演) RKB毎日放送)
- ニコニコ町会議2015 in 福岡県福岡市 (2015年9月13日)  - 町ニコニコ神社生放送に登場
- ドゲンジャーズ (2020年4月12日～6月28日九州朝日放送)
- ドゲンジャーズ〜ナイスバディ〜 (2021年4月11日～6月27日九州朝日放送)
- ドゲンジャーズ ハイスクール (2022年4月3日～6月26日九州朝日放送)
- あさイチ (2022年10月5日NHK総合テレビジョン)